# Hugues d'Enghien
Hugues d'Enghien, fils probable d'Englebert Ier d'Enghien, était déjà seigneur d'Enghien en 1121 et le resta jusqu'à sa mort (ca 1165). Il est considéré comme le fondateur du château et de la ville d'Enghien vers les milieu du XIIe siècle.

## Biographie
Hugues d'Enghien était probablement le fils d'Englebert Ier d'Enghien.  Peut-être a-t-il succédé à Boniface d'Enghien, cité en 1117. Il devait en tous cas être fort jeune lorsqu'il devint seigneur d'Enghien, car on peut le suivre dans les documents pendant environ 45 ans. Il était chevalier, qualité assez rare à cette époque pour un noble de son rang.
Son frère Gossuin (fl. 1122-1161), surnommé Hennerus, également chevalier, est régulièrement cité avec lui. Il est peut-être la souche d'une branche collatérale des Enghien que l'on peut suivre dans la seconde moitié du XIIe siècle .
Hugues d'Enghien abandonna la motte du Strihoux (à Petit-Enghien) pour s'installer dans le château d'Enghien qu'il bâtit au milieu du XIIe siècle (avant 1167). Cette fortification sera à l'origine d'un bourg castral qui deviendra la ville d'Enghien. Dans sa chronique du Hainaut, Gislebert de Mons s'en prend violemment à Hugues d'Enghien qui, du temps du comte Baudouin IV de Hainaut, releva ce château en fief du duc de Brabant.
Ernest Matthieu le faisait mourir vers 1183 et René Goffin vers 1190. Mais, comme l'a bien démontré M. de Somer, il doit être mort entre 1164 et 1166.

## Mariage et enfants
Son épouse s'appelait Beatrix et était vraisemblablement la fille de Walter, seigneur de Grimbergen et de son épouse Beatrix [de Dongelberg ?]. Ils eurent pour enfants, au moins, : 
- Gossuin d'Enghien (fl. 1142-1188), l'aîné, seigneur d'Enghien après son père. Il épousa Gisèle de Bruxelles-Aa, dont il resta sans postérité. A sa mort (1188/1191), la seigneurie d'Enghien passa à son frère cadet.
- Englebert II d'Enghien (fl. 1146/1148-† 10/12/1193), seigneur d'Enghien après son frère aîné. Il épousa une certaine Elisabeth, vraisemblablement soeur de Walter de Bruxelles-Aa, seigneur de Pollare. Dont postérité.
- Nicolas d'Enghien (fl. 1146/1148), dont on connaît simplement l'existence. Il dut mourir jeune, car il n'est jamais cité par la suite avec ses frères et Gislebert de Mons ne le connaissait pas.
- Siger d'Enghien (fl. 1142-1157). Il épousa Ide de Mons, fille de Gossuin de Mons et de Beatrix de Rumigny, dont il resta sans postérité. Veuve, Ide se remaria, d'abord à Renier de Jauche, ensuite à Baudouin de Rumes dit Caron[8].
- Boniface d'Enghien (fl. 1146/1148-1172), dont on ignore l'alliance matrimoniale et la descendance éventuelle. En 1172, il se trouvait, avec ses frères Gossuin et Englebert, dans l'armée hennuyère lors du siège de la ville d'Arlon[9].